# Белоусов, Пётр Петрович (врач)
Пётр Петрович Белоусов (23 января 1856, Скоморошки, Тульская губерния — 2 августа 1896, Тула) — русский учёный, первый санитарный врач Тулы, создатель Петровского парка — ныне Центрального парка культуры и отдыха имени П. П. Белоусова, входящий в десятку крупнейших парков Европы.

## Биография
Родился 23 января 1856 года в селе Скоморошки Одоевского уезда Тульской губернии (ныне Дубенского района Тульской области), куда после пожара переехала семья священника села Мантырьево, Петра Александровича Белоусова и его жены — Александры Григорьевны. Село Мантырьево не сохранилось. Братья — Александр, Дмитрий, сестры — Мария, Александра, Анна. Жена — Евгения Никаноровна Лясковская, сын — Владимир. Начальное образование он получил в Тульском духовном училище, но был исключён из второго класса «за неспособность и нерадение к наукам». Позже он с успехом закончил Белёвское духовное училище. В 1872 году Пётр Белоусов поступил в Тульскую духовную семинарию, которую покинул в 1876 году после четырёх лет обучения, не желая становиться священнослужителем. В том же году он поступил на медицинский факультет Императорский Московский университет, который окончил в 1881 году с аттестатом лекаря и уездного врача.
Затем работал земским врачом в Тульской губернии: в течение двух лет служил сельским лекарем в Каменецке и городским врачом в Ямпольске Подольской губернии, а после шесть лет в Одоевском уезде Тульской губернии и в самом городе Одоеве, писал научные статьи, выступал с докладами. В 1888 году сдал экзамен на степень доктора в Петербургской Военно-медицинской Академии и получил диплом.
В 1889 году коллежский асессор Пётр Белоусов был приглашён в Тулу в качестве санитарного врача. В его обязанности входило предупреждение появления болезней, препятствие их распространению. Для этого требовалось значительно улучшить плачевное санитарное состояние города, построить отсутствующие водопровод и канализацию. Неудовлетворительное санитарное состояние Тулы в то время было во многом обусловлено тем, что этот город был промышленным центром и в нём размещалось большое количество производств. В связи с этим
основное население города составляли рабочие и мастеровые, для которых был характерен низкий уровень жизни и образования.
Благодаря деятельности Петра Белоусова в Туле появились лаборатория по контролю качества продуктов питания, дом трудолюбия, где безработные могли найти себе заработок, городской ночлежный дом, химическая лаборатория, борющаяся с продажей поддельных пищевых продуктов, поля ассенизации, где происходило обезвреживание нечистот, водопровод и городской парк на южной окраине Тулы. Кроме того, был одним из членов-основателей Тульского отделения «Русского общества охранения народного здравия», являлся автором ряда научных трудов и внес немаловажный вклад в развитие науки о гигиене.
Под руководством профессора Московского университета профессора Фёдора Фёдоровича Эрисмана написал диссертацию на тему «К вопросу о современном положении и ближайших задачах ассенизации русских городов», которую защитил 13 апреля 1896 года.
Весной 1896 года Пётр Белоусов заболел плевритом, перешедшим в воспаление лёгких, и 2 августа умер от развившейся скоротечной чахотки. В опубликованном в Туле некрологе Белоусова называли «апостолом санитарии». Похоронен на Всехсвятском кладбище города Тулы. На могиле Белоусова установлен памятник в виде березового креста вмонтированного в пень.
В Туле сохранился дом в котором жил Белоусов по адресу ул. Пирогова, 36.

## Память

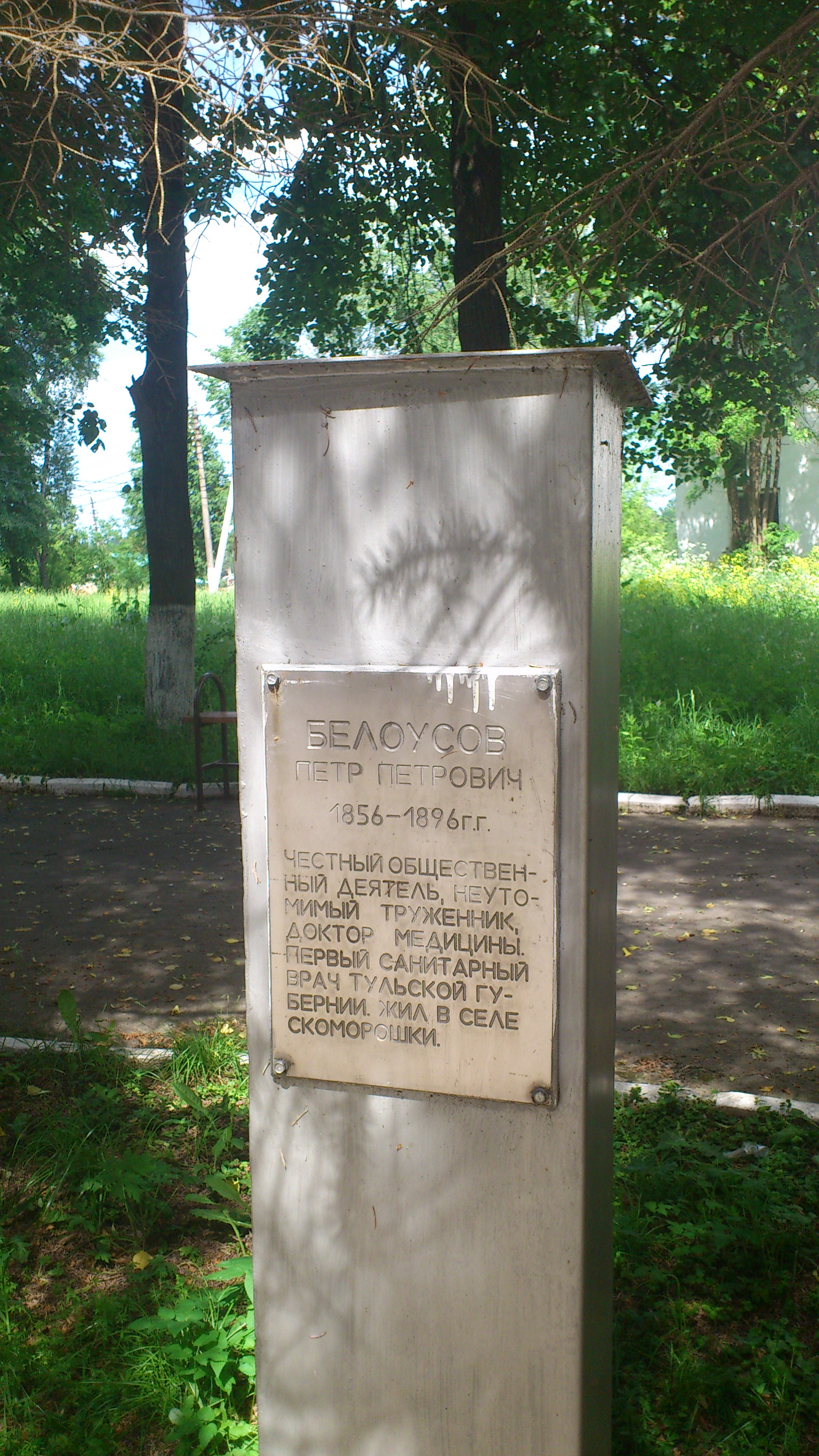
Табличка на Аллее Славы

- В 1906 году городской парк Тулы, заложенный Белоусовым, был назван его именем.
- 12 октября 1960 года на территории парка был открыт памятник П. П. Белоусову[6]. Скульптор Давид Народицкий, архитекторы С. Н. Ожегов, Н. Н. Миловидов.
- Его имя увековечено на мемориальной табличке на Аллее Славы в посёлке Дубна Тульской области.
- Именем Белоусова назван ресторан «Пётр Петрович», открытый в 2012 году в Центральном парке культуры и отдыха Тулы[7].

## Публикации
- Белоусов П. П. К вопросу о современном положении и ближайших задачах ассенизации русских городов : материалы по обществ. гигиене : [дис.] / П. П. Белоусов. — Тула : Тип. губ. правления, 1896. — VI, VIII, 221 с.